# Étienne Dagon
Étienne Dagon (Bienna, 13 de setembro de 1960) é um ex-nadador suíço, medalhista olímpico dos 200 metros peito nos Jogos de Los Angeles 1984. Por este feito, ganhou o título de "Esportista Suíço do Ano" em 1984.
Até 2008, era o único suíço a ter ganho uma medalha olímpica na natação.